# Aproches
Aproches es el nombre general en que se comprenden todos los trabajos que hacen las tropas que sitian una plaza para acercarse a ella, tales como trincheras, baterías, zapas, alojamientos sobre la explanada, galerías para el paso del foso, espaldones, etc.
Se da también el nombre de aproches al terreno que hay que andar para atacar un puesto o un campo; y así se dice que los aproches son fáciles, difíciles, impracticables, bien defendidos, dominados, descubiertos por todas partes al canon enemigo, etc.